# Agen
Agen (pronunciat [aˈdʒen] en occità; [aʒɛ̃] en francès) és un municipi francès situat al departament d'Òlt i Garona i a la regió de la Nova Aquitània. L'any 1999 tenia 30.170 habitants. Situat sobre les ribes de la Garona a l'esquerra, i del canal de la Garona, entre Tolosa de Llenguadoc i Bordeus. Travessada per la RN 113 i per l'autopista A62. Disposa d'una publicació pròpia d'àmbit local centenària, Le Petit Bleu.

## Demografia
| Evolució de la població Cassini INSEE |       |        |        |        |        |        |        |        |
| 1793                                  | 1800  | 1806   | 1821   | 1831   | 1836   | 1841   | 1846   | 1851   |
| 19 639                                | 9 876 | 10 850 | 11 659 | 12 631 | 13 399 | 14 987 | 15 517 | 16 027 |

| 1856   | 1861   | 1866   | 1872   | 1876   | 1881   | 1886   | 1891   | 1896   |
| ------ | ------ | ------ | ------ | ------ | ------ | ------ | ------ | ------ |
| 17 667 | 17 263 | 18 222 | 18 887 | 19 503 | 20 485 | 22 055 | 23 234 | 22 730 |

| 1901   | 1906   | 1911   | 1921   | 1926   | 1931   | 1936   | 1946   | 1954   |
| ------ | ------ | ------ | ------ | ------ | ------ | ------ | ------ | ------ |
| 22 482 | 23 141 | 23 294 | 23 391 | 23 530 | 24 939 | 27 152 | 33 397 | 32 593 |

| 1962   | 1968   | 1975   | 1982   | 1990   | 1999   | 2006 | 2011 | 2016 |
| ------ | ------ | ------ | ------ | ------ | ------ | ---- | ---- | ---- |
| 32 800 | 34 949 | 34 039 | 31 593 | 30 553 | 30 170 | -    | -    | -    |

| 2019 | - | - | - | - | - | - | - | - |
| ---- | - | - | - | - | - | - | - | - |
| -    | - | - | - | - | - | - | - | - |

## Història
Agennum o Aginnum va ser una ciutat de la Gàl·lia, la ciutat principal dels niciòbroges, una tribu que vivia a la vall mitjana del Garona i cap a les valls del riu Òlt en temps de Juli Cèsar. Estava situada a la via que anava de Burdígala (Bordeus) a Argentomagus (Argenton-sur-Creuse), segons l'Itinerari d'Antoní. En aquesta ciutat hi va néixer l'historiador eclesiàstic Sulpici Sever. El 849, Agen va ser saquejada pel cap viking Hasting. Era una plaça important a l'edat mitjana, situada a la frontera entre els regnes de França i d'Anglaterra.

## Llocs d'interès
- Catedral de Saint-Caprais.
- Museu de les belles arts d'Agen.
- Església Nostra Senyora dels Jacobins.
- Església Nostra Senyora de la Vila
- Església dels Franciscans

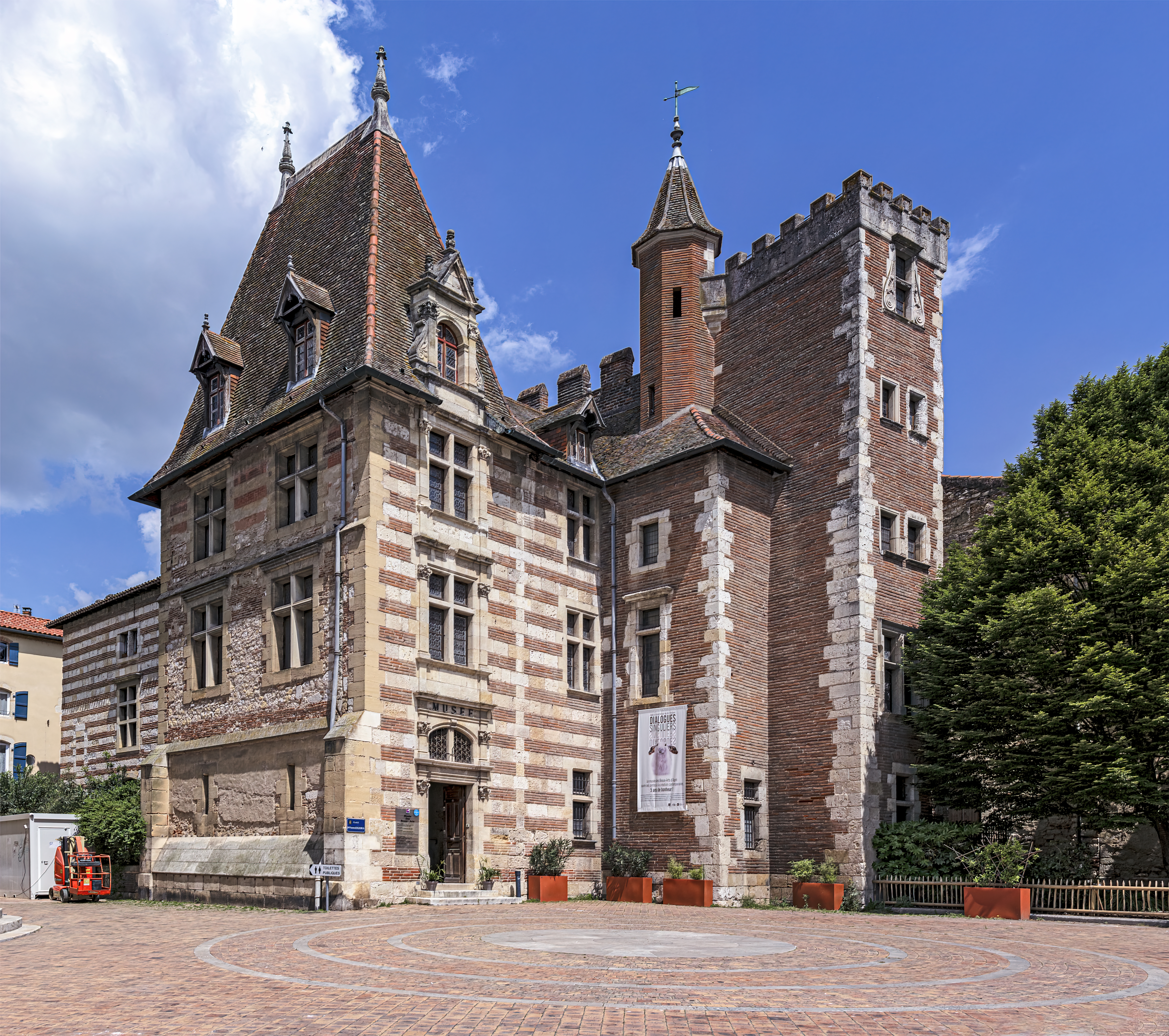
Museu de Belles Arts
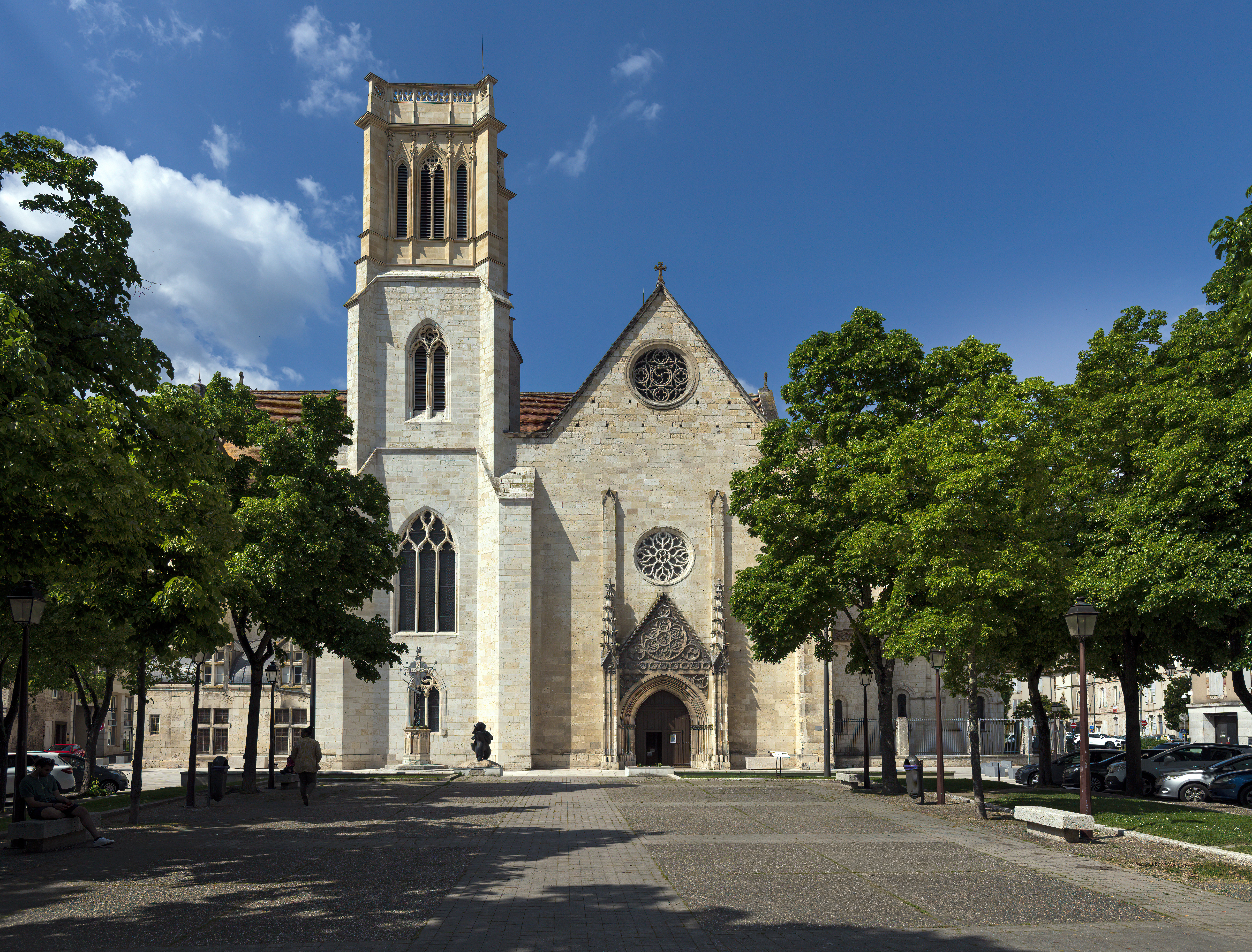
Catedral de Sent Caprasi
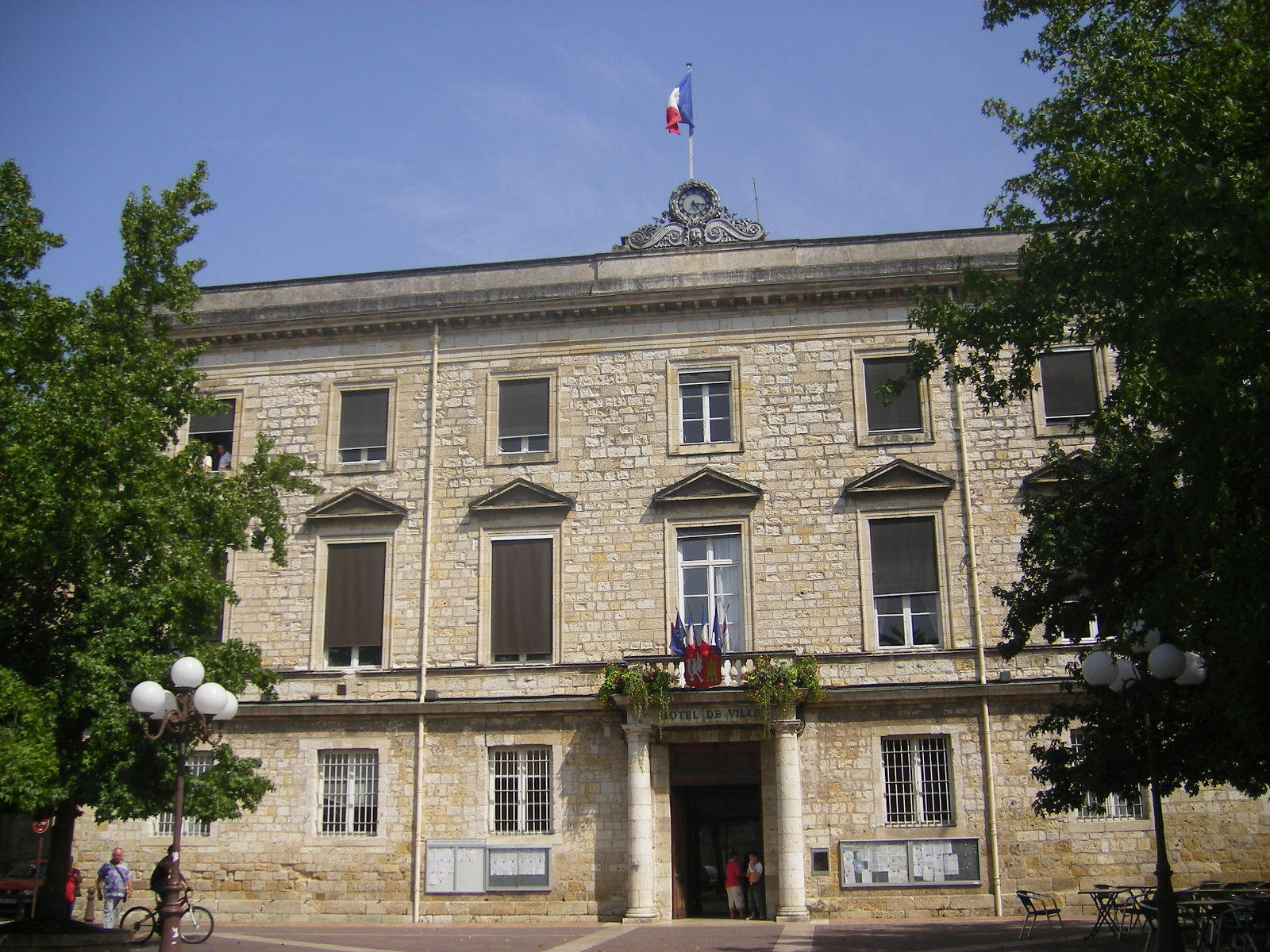
Alcaldia
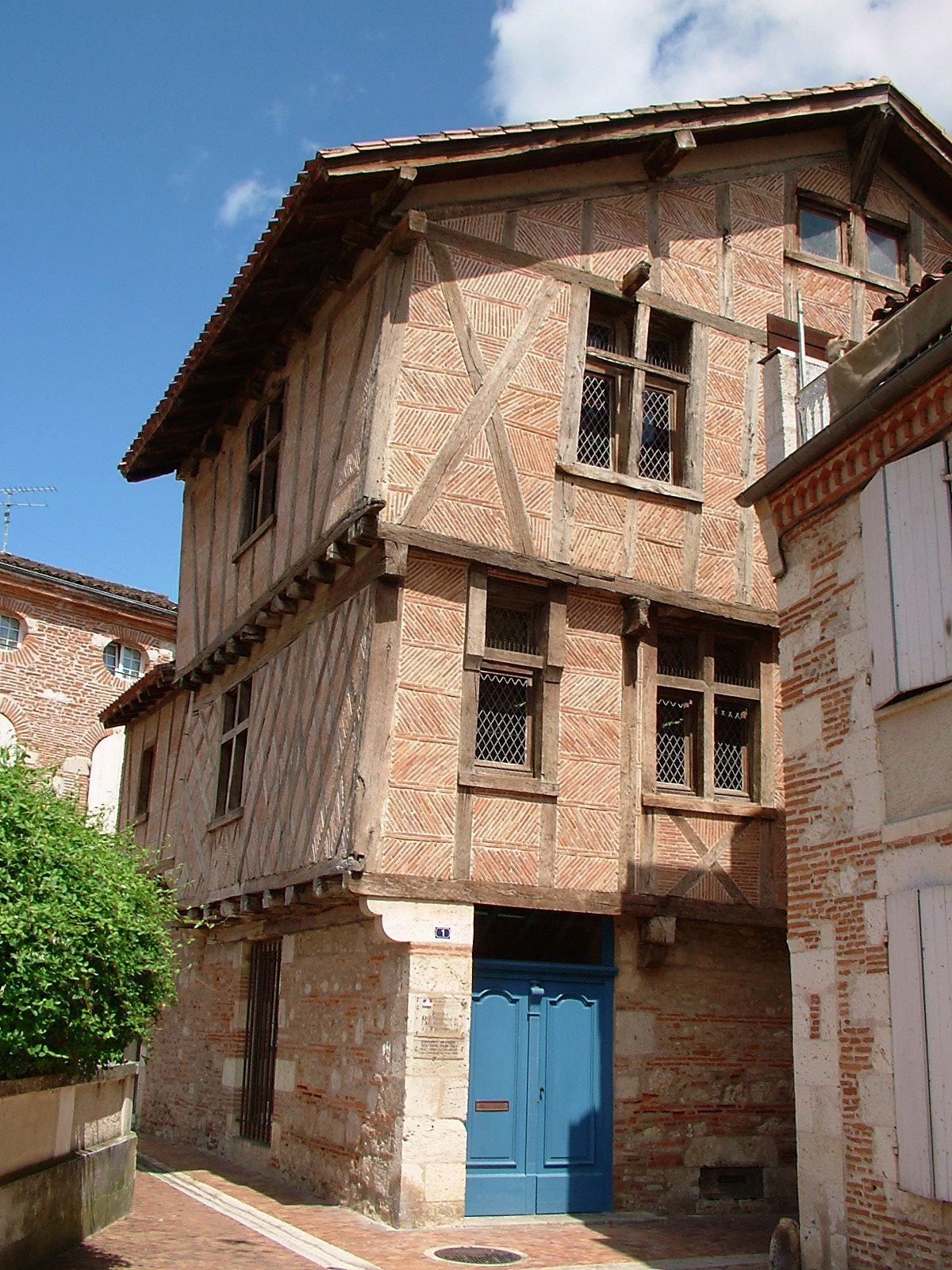
Casa típica amb entramat de fusta

## Administració
| Període   | Identitat             | Partit |
| --------- | --------------------- | ------ |
| 1944-1947 | François Messines     | SFIO   |
| 1947-1962 | Alexis Pain           | SFIO   |
| 1962-1971 | Pierre Pomarède       | SFIO   |
| 1971-1981 | Pierre Esquirol       | MRG    |
| 1981-1989 | Georges Ricci         | UDF    |
| 1989-2001 | Paul Chollet          | UDF    |
| 2001-2008 | Alain Veyret          | PS     |
| 2008-     | Jean Dionis du Séjour | NC     |

## Agermanaments
- Toledo
- Llanelli
- Dinslaken
- Tuapsé
- Corpus Christi (Texas)

## Personatges il·lustres
- Francis Cabrel, cantautor.
- Jasmin, poeta occità.
- Joan Francés Blanc, escriptor i lexicògraf occità.
- Charles Maurice (1805-1896) director teatral conegut com a Cherí.
- Michel Serres (1930 - 2019) filòsof i historiador de les ciències.